# 료타카야촌
료타카야촌(両高屋村)은 일본 아이치현 니와군에 설치되었던 촌이다. 현재의 고난시의 일부에 해당한다.